# Luisa Tamanini
Luisa Tamanini (Trente, 31 januari 1980) is een wielrenster uit Italië.
Tamanini werd meermalen tweede of derde op het Italiaans kampioenschap wielrennen op de weg, zowel bij het tijdrijden als bij de wegrit.
In 2003 won Tamanini de meerdaagse wegwedstrijd Giro del Trentino Alto Adige-Südtirol.
Op de Middellandse Zeespelen in 2009 behaalde ze de gouden medaille bij de wegrit.